# Cratere Caruso
Caruso è un cratere da impatto sulla superficie di Mercurio.
Il cratere è dedicato al cantante italiano Enrico Caruso.